# Jacareí Basketball
A Associação de Basquetebol de Jacareí ou Jacareí Basketball é um time de basquete da cidade de Jacareí, São Paulo. Atualmente, o clube disputa campeonatos de base com o apoio da prefeitura de Jacareí.

## História
Fundado em 2010, o Jacareí Basketball foi vice campeão do Campeonato Paulista Série A2 em 2010. No ano seguinte, disputou a elite pela primeira vez. Após ser rebaixada em 2013, a equipe ganhou o Campeonato Estadual da 1.ª Divisão de 2014. Em 2015, venceu a primeira etapa do Campeonato Paulista e conquistou a Supercopa Brasil, que à época era o equivalente à terceira divisão do Campeonato Brasileiro. No entanto, o time não conseguiu reunir condições financeiras para disputar a Liga Ouro e desativou a equipe adulta logo no início de 2016.

## Títulos
| Nacionais | Nacionais                           | Nacionais | Nacionais |
|           | Competição                          | Títulos   | Temporada |
| --------- | ----------------------------------- | --------- | --------- |
| Brasil    | Campeonato Brasileiro - 3.ª Divisão | 1         | 2015      |
| Estaduais |                                     |           |           |
|           | Competição                          | Títulos   | Temporada |
| São Paulo | Campeonato Estadual da 1.ª Divisão  | 1         | 2014      |

### Outros torneios
- Campeonato Estadual Divisão Especial Série A-1 - Primeira etapa: 2015.